# Atting
Atting település Németországban, azon belül Bajorországban. Lakosainak száma 1704 fő (2023. december 31.).

## Népesség
A település népessége az elmúlt években az alábbi módon változott:
| Lakosok száma | 656  | 1152 | 897  | 1131 | 1618 | 1658 | 1676 | 1675 | 1742 | 1704 |
|               | 1875 | 1950 | 1975 | 1987 | 2012 | 2014 | 2016 | 2017 | 2021 | 2023 |